# Daryl Haney
Daryl Haney, auch Duke Haney (* 21. Juni 1963 in Charlottesville, Virginia) ist ein US-amerikanischer Schauspieler, Drehbuchautor sowie Buchautor.

## Leben
Haney trat erstmals 1983 als Schauspieler in einem Spielfilm in Erscheinung und wirkte an New York 1991 – Nacht ohne Gesetz mit. Seit 1988 ist er auch als Drehbuchautor bekannt. In diesem Jahr wurden drei Filme veröffentlicht, bei denen er sich für das Drehbuch mitverantwortlich zeichnete, darunter Freitag der 13. Teil VII – Jason im Blutrausch. Es folgten mehr als zwei Dutzend weiterer Film- und Fernsehproduktionen, darunter Erotik-, Action- und Horrorfilme, in erster Linie B-Filme, häufig von Roger Corman produziert. Ein Regisseur, mit dem er mehrfach zusammenarbeitete, war Harry Bromley Davenport. Als Schauspieler spielte Haney häufig in von ihm geschriebenen Produktionen mit, um die Jahrtausendwende war er auch in dem Film Rat uzivo zu sehen, seine zweite nach jugoslawische Produktion Drugi covek aus dem Jahr 1988. Als namenlosen Drogendealer sah man ihn 2008 in Unter Kontrolle.
Haney ist auch als Buchautor aktiv. 2009 veröffentlichte er mit unter dem Namen D. R. Haney sein Debüt Banned for Life. Im Jahr darauf folgte Subversia, eine Sammlung von Essays. 2018 veröffentlichte er Death Valley Superstars: Occasionally Fatal Adventures in Filmland.

## Filmografie (Auswahl)
Drehbuchautor
- 1988: Daddy's Boys
- 1988: Freitag der 13. – Jason im Blutrausch (Friday the 13th Part VII: The New Blood)
- 1988: Crime Zone
- 1989: Lords of the Deep
- 1989: Die Maske des roten Todes (Masque of the Red Death)
- 1990: Crackdown – Tödlicher Auftrag (To Die Standing)
- 1991: Tanz mit dem Tod (Dance with Death)
- 1992: Die letzten Tage der Sowjetunion (Crisis in the Cremlin)
- 1993: Kick & Fury
- 1993: Das heimliche Auge (Animal Instincts 2)
- 1994: Emmanuelle: First Contact
- 1994: Blackout (Stranger by the Night)
- 1995: XTRO-3
- 1998: Erasable You
- 1999: Forbidden Sins
- 1999: Der Club der Kannibalen (Life Among the Cannibals)
- 2001: Mockingbird Don't Sing
- 2004: Fascination

Schauspiel
- 1983: New York 1991 – Nacht ohne Gesetz (Self Defense)
- 1988: Drugi covek
- 1991: Unborn – Kind des Satans (The Unborn)
- 2000: Rat uzivo
- 2004: The Curse of the Komodo
- 2008: Unter Kontrolle (Surveillance)